# Lista över ledamöter av Sveriges ståndsriksdag 1599
Ledamöter av Sveriges ståndsriksdag 1599.

## Borgarståndet
| Riksdagsledamot     | Yrke          | Valkrets          | Anmärkningar |
| ------------------- | ------------- | ----------------- | ------------ |
| Oluff Gregersson    |               | Stockholms stad   |              |
| Nils Erichsson      |               | Stockholms stad   |              |
| Jakob Eriksson      | Rådman        | Stockholms stad   |              |
| Grelles Jönsson     |               | Stockholms stad   |              |
| Jacob Erichzonn     |               | Stockholms stad   |              |
| Jörenn Erichzonn    |               | Stockholms stad   |              |
| Erich Tomasson      |               | Stockholms stad   |              |
| Pär Andersson       |               | Uppsala stad      |              |
| Erich Nilsson       |               | Uppsala stad      |              |
| Lars Erikson        |               | Uppsala stad      |              |
| Hans Larsson        |               | Gävle stad        |              |
| Hans Pärsson Burman |               | Gävle stad        |              |
| Mickel Larsson      |               | Öregrund stad     |              |
| Mats Jöransson      |               | Enköpings stad    |              |
| Olof Torfason       |               | Enköpings stad    |              |
| Nils Andersson      |               | Enköpings stad    |              |
| Per Sigwardsson     |               | Sigtuna stad      |              |
| Olof Göstafsson     |               | Sigtuna stad      |              |
| Erich Simanson      |               | Västerås stad     |              |
| Hans Hansson Dobher |               | Västerås stad     |              |
| Teewast Jönsson     |               | Västerås stad     |              |
| Birge Nilsson       |               | Arboga stad       |              |
| Lasse Skinnare      |               | Arboga stad       |              |
| Östen Mårtensson    |               | Arboga stad       |              |
| Sune Carlsson       |               | Köpings stad      |              |
| Hindrich Simonsson  |               | Köpings stad      |              |
| Eskell Larsson      | Borgmästare   | Söderköpings stad |              |
| Jacobp Teson        |               | Söderköpings stad |              |
| Anders Joensson     |               | Söderköpings stad |              |
| Per Claesson        | Borgmästare   | Norrköpings stad  |              |
| Hans Holmesson      | Stadsskrivare | Norrköpings stad  |              |
| Frans Nielsson      |               | Norrköpings stad  |              |
| Lars Larsson        | Borgmästare   | Linköpings stad   |              |
| Hans Glassmestare   | Rådman        | Linköpings stad   |              |
| Lars Uddesson       | Borgmästare   | Vadstena stad     |              |
| Suenn Persson       |               | Vadstena stad     |              |
| Hakon Olsson        |               | Skänninge stad    |              |
| Måns Haralsson      |               | Skara stad        |              |
| Björn Persson       |               | Nylöse stad       |              |
| Pär Arvidsson       |               | Nylöse stad       |              |
| Arvid Jakobsson     |               | Nylöse stad       |              |
| Sven Andersson      |               | Lidköpings stad   |              |
| Jacob Jönsson       |               | Bogesunds stad    |              |
| Lars Andersson      |               | Bogesunds stad    |              |
| Per Nilsson         |               | Hjo stad          |              |
| Mons Haralsson      |               | Skövde stad       |              |
| Lars Persson        |               | Kalmar stad       |              |
| Suenn Bennchttsson  |               | Kalmar stad       |              |
| Dirich Guldsmed     |               | Växjö stad        |              |
| Augustinus Hansson  |               | Jönköpings stad   |              |
| Suenn Larsson       |               | Jönköpings stad   |              |
| Per Andersson       |               | Västerviks stad   |              |
| Per Mattsson        |               | Västerviks stad   |              |
| Swen Joanson        |               | Eksjö stad        |              |
| Sander Petrij       |               | Eksjö stad        |              |